# Румынская боевая группа «Гетика»
Боевая группа «Гетика» — сформированное в 2023 году подразделение румыноязычных добровольцев, воевавшее на стороне Украины во время российского вторжения. Подразделение названо в честь «Гетики», исторического трактата о гетах, древнем народе Румынии.

## История
Боевая группа была создана в сентябре 2023 года в составе Интернационального легиона территориальной обороны Украины. В состав принимались граждане Румынии и Молдовы, которые уже находились в различных частях и структурах украинской армии.
Румынский волонтёр и военный корреспондент Раду Хоссу, получивший украинский орден «За заслуги» III степени за усилия по мобилизации румынской поддержки и сбору средств для Украины, заявлял, что является одним из основателей волонтёрского формирования группы «Гетика».
В марте 2024 года группа заявила о своём участии, совместно с другими проукраинскими подразделениями, в приграничных боях в Белгородской и Курской областях России.